# Berliner Pilsner
 (mars 2021).
Si vous disposez d'ouvrages ou d'articles de référence ou si vous connaissez des sites web de qualité traitant du thème abordé ici, merci de compléter l'article en donnant les références utiles à sa vérifiabilité et en les liant à la section « Notes et références ».
La Berliner Pilsner est une marque de bière de Radeberger Gruppe fabriquée dans la brasserie Berliner-Kindl-Schultheiss-Brauerei.

## Histoire
La Berliner Pilsner est créée en 1902 par Gabriel et Richter. 
En 1969, la Berliner-Kindl-Schultheiss-Brauerei devient la principale brasserie d'Allemagne de l'Est. La Berliner Pilsner est la bière traditionnelle la plus répandue dans le pays. Elle est produite aussi pour l'exportation en Bulgarie, au Royaume et aux États-Unis.
Après 1989 et la réunification allemande, Berliner Pilsner doit faire face à la concurrence. Pour relancer le produit en 1992, la bouteille est changée ainsi que le design. Deux millions d'euros sont investis dans la mise à niveau technique et la rénovation de la production. Malgré ces changements, une étude montre que la Berliner Pilsner a une image poussiéreuse et les recettes stagnent. La bouteille change de nouveau. L'étiquette, la police et le logo sont modifiés en 2006. On investit dans des campagnes de publicité.
L'ours de la coupole du Reichstag reste le symbole de la marque.